# Le Mannequin de cire
Pour plus de détails, voir Fiche technique et Distribution.
Le Mannequin de cire (Vaxdöckan)¨est un film suédois réalisé par Arne Mattsson, sorti en 1962.
C'est une transposition à l'époque contemporaine du conte d'Hoffmann La Poupée.

## Synopsis
Un veilleur de nuit solitaire dans un grand magasin fait une fixation sur l'un des mannequins du magasin. Il la vole et l'emmène chez lui, où il a la possibilité d'être avec elle tout le temps. Un jour, elle prend vie.

## Fiche technique
- Titre original : Vaxdöckan
- Réalisation : Arne Mattsson
- Scénario : Lars Forssell, Eva Seeberg d'après La Poupée extrait des Contes d'Hoffmann
- Producteur : Lorens Marmstedt
- Musique : Ulrik Neumann
- Photographie : Åke Dahlqvist
- Montage : Ingemar Ejve
- Durée : 95 minutes
- Date de sortie : 30 juillet 1962

## Distribution
- Per Oscarsson : Lundgren
- Gio Petré : skyltdockan
- Tor Isedal : Fredriksson
- Elsa Prawitz : Ms. Karlberg
- Bengt Eklund : Håkansson
- Malou Nordgren : Malou
- Dagmar Olsson : Håkanssons hustru
- Mimi Nelson : tidningsbudet
- Rick Axberg : sonen
- Elisabeth Odén : fru Ström
- Olle Grönstedt : herr Ström
- Agneta Prytz : fröken Lind
- Lennart Norbäck
- Mia Nyström
- Mona Andersson

## Distinctions
- Festival international du film de Mar del Plata : nommé[3].